# Баломіру-де-Кимп
Баломіру-де-Кимп (рум. Balomiru de Câmp) — село у повіті Алба в Румунії. Входить до складу комуни Шибот.
Село розташоване на відстані 271 км на північний захід від Бухареста, 22 км на південний захід від Алба-Юлії, 95 км на південь від Клуж-Напоки.

## Населення
За даними перепису населення 2002 року у селі проживали 636 осіб. Рідною мовою 631 особа (99,2%) назвала румунську.
Національний склад населення села:
| Національність | Кількість осіб | Відсоток |
| -------------- | -------------- | -------- |
| румуни         | 606            | 95,3%    |
| цигани         | 24             | 3,8%     |
| угорці         | 5              | 0,8%     |